# Chuanchang Lu
Longhua Zhonglu (chiń. 龙华中路站) – stacja metra w Szanghaju, na linii 7, linii 12. Zlokalizowana jest pomiędzy stacjami Dong’an Lu i Houtan. Została otwarta 5 grudnia 2009.